# 蔵山順空
蔵山順空（ぞうざん じゅんくう）は、鎌倉時代の臨済宗の僧。

## 経歴・人物
神子栄尊について出家し、京都東福寺の円爾弁円や鎌倉建長寺の蘭渓道隆に師事する。弘長2年（1262年）に渡宋し、帰国後は肥前高城寺をひらき、のち正安2年（1300年）より東福寺の住持をつとめた。